# Aeroprakt A-20
Аеропракт А-20 (Aeroprakt A-20, Aeroprakt-20, англ. Vista) — надлегкий двомісний літак українського виробництва, який було сконструйовано Юрієм Яковлевим. Випускається компанією Аеропракт. За конструкцією — одномоторний поршневий високоплан зі штовхаючим гвинтом.
В Україні та Росії відомий під назвою Червінець. У США, Європі, Великій Британії та Австралії відомий під назвою Vista.

## Історія
У 1990 році розпочато проєктування першого прототипу A-20 "Червінець".
У серпні 1991 року було завершено створення першого прототипу літака, який того ж року був представлений на зльоті-виставці надлегкої авіації у Чернігові (Україна), де здобув перше місце.

У липні 1993 році здійснив перший політ перший серійний A-20 (cn 1). Того ж року розпочато і масове серійне виробництво.

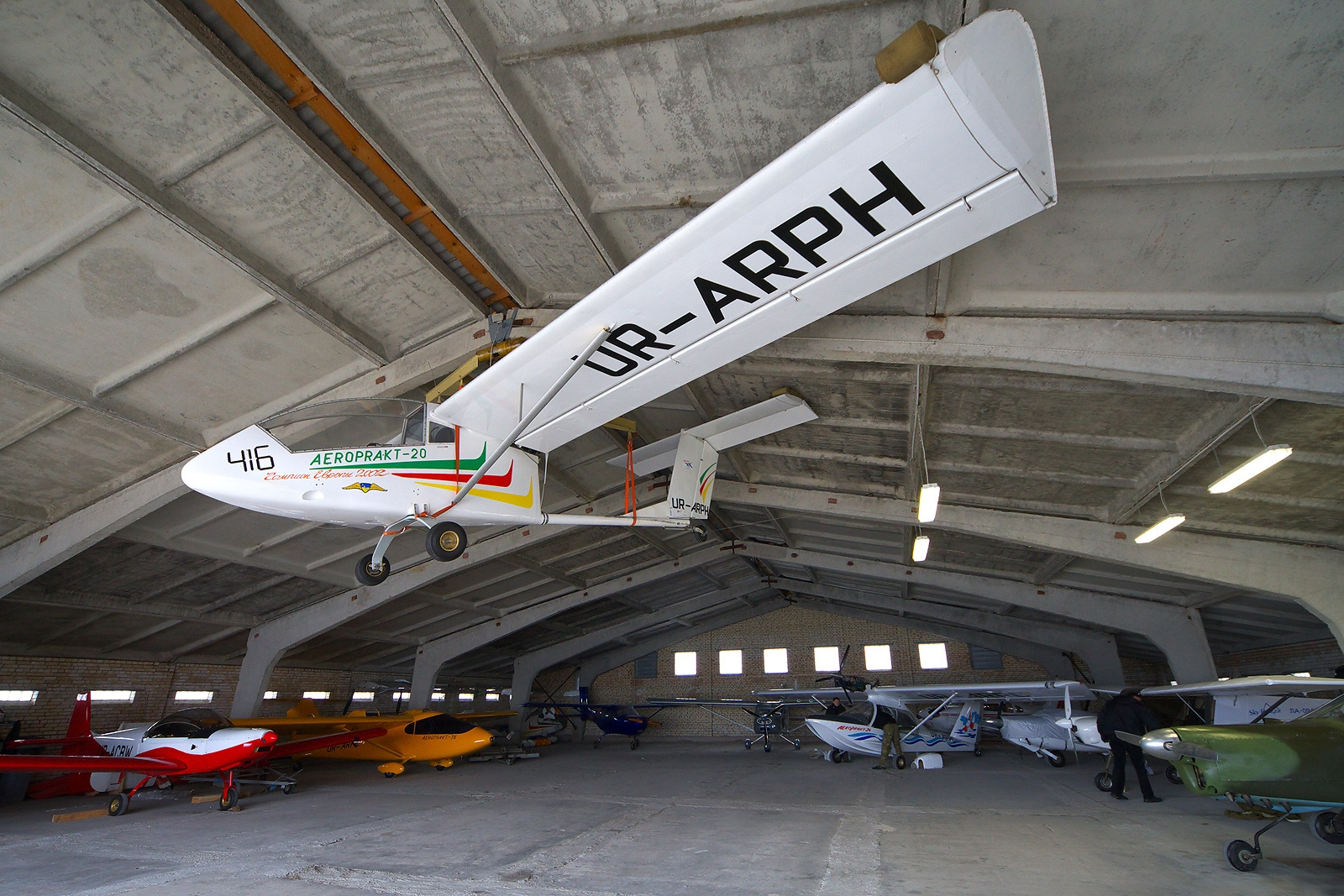
Перший серійний A-20 (cn 1) в ангарі «Аероклубу Аеропракт», 6 березня 2010 року

У 1995 році літак А-20 експонувався на авіасалоні у Фрідріхсгафені (Німеччина).
Літак у різних модифікаціях постачався у Грузію, Йорданію, Іспанію, Німеччину, Чехію, Литву, Польщу, Угорщину, Росію, ОАЕ, Сінгапур, США.
6 лютого 2022 році було продемонстровано політ електролітака A-20e — ремоторизованого A-20 (cn 1) із застосуванням електричної силової установки. Того ж дня електролітак здійснив перший політ.

## Конструкція
Конструкція А-20 цільнометалева виговлена з алюмінієвих сплавів (окрім капоту двигуна та обтікачів коліс, виготовлених зі склопластику), із тканинною обшивкою крила та рулів.
Крило прямої форми розташоване у верхній частині кабіни позаду остеклення.
Кабіна закритого типу виготовлена зі склопластику з остекленням з органічного скла. Сидіння у кабіні розташовані за тандемною схемою. У перших версіях остеклення складалося з трох пласких шматків, зігнутих та зєднаних з допомогою кутникового профілю, а в пізніших версіях остеклення має обтічну форму виготовлену з єдиного шматка шляхом термофорування.
3-опорне шасі з хвостовим колесом. Передні стійки шасі виготовлені зі склопластику і неприбираються. Окрім колісного шасі для приземлення на тверду поверхню, на літак можуть бути встновлені лижі для приземлення на засніжену поверхню та поплавки для призелення на водну поверхню.
Хвостове оперення Т-подібне з встановленим внизу рульовим колесом на кінці хвостової балки.
Літак оснащений рятувальною системою дельтапланів ССД-2, що забезпечує безпечне для екіпажу аварійне приземлення літака з висоти понад 100 метрів у разі втрати контролю над літаком.

### Модифікації
- А-20 "Червінець" (прототип) — оснащений двигуном РМЗ-640 "Буран".
- A-20 Vista (знятий з виробництва) — базова версія з 2-цилідровим двигуном Rotax 503.
  - A-20 Flirt — версія що продавалася у Великобританії, Польщі, Чехії та США.[19][20]
  - A-20М — модернізована версія з 4-циліндровим двигуном Rotax 912. Перший політ 11 травня 1997 року.[21][22]
  - A-20S — версія для проведення екологічних досліджень, оснащена дозиметром у носовій частині.[23]
  - A-20CX— літак для сільського господарства з крилом зі стріловидністю у 1,5° та двома 90-літровими баками (сумарно 180 л) для гербіцидів, оснащенням для оприскування рослин, а також з додатковою силовою рамою зі зварних труб для підсилення конструкції кабіни літака.
  - A-20 STOL — літак скороченого взльоту і посадки (ЛСЗП) з двигуном 64 к.с.
  - A-20 Vista SS — літака зі збільшеною крейсерською швидікстю та зменшеним розмахом крил.
  - A-20 Cruiser — літак оснащений двигуном потужністю Rotax 912 80 к.с.
  - A-20 Super Cruiser —
  - A-20R912 Sky Cruiser (A-20SC, A-20м) — версія A-20 Cruiser зі зменшеним розмахом крил.[24]
  - A-20 Sport — покращена версія для спортивних змагань.
  - A-20 Varlet — розвиток моделей A-20 Vista та A-20 Sport із суільнометалевим крилом, що виготовлялася на замовлення Spectrum Aircraft для ринку США.[25]
  - (невідомо) — літак з розширеною нижньою частиною кабіни літака у формі овального крила[26].
- A-26 Vulcan (знятий з виробництва) — двомоторна версія A-20. Перший політ здійснено у листопаді 1997 року.[27]
  - SA-26 — версія A-26, що виготовлялася на замовлення Spectrum Aircraft для ринку США.[27]
  - A-26 Vulcan SS — версія A-26 з двигунами Rotax 582.[27]
  - A-36 Super Vulcan (випускається на замовлення)— глибока модернізація A-26 з новим фюзеляжем і 3-місною кабіною.[28]
- A-30 Vista Speedster — покращена базова версія.[23]
- A-40 — покращена версія A-30 виготовлена повністю з вуглеволоконних матеріалів, з новим крилом зі збільшеним розмахом.[29]

#### Електролітаки
- A-20e — електролітак, створений шляхом ремоторизації літака A-20 (cn 1).[17]

## Льотні параметри
Дані з сайту Aeroprakt.
| Характеристика                                | А-20                | A-20СХ              | A-20М               | A-20SC              |
| --------------------------------------------- | ------------------- | ------------------- | ------------------- | ------------------- |
| Двигун                                        | Rotax 503 (50 к.с.) | Rotax 503 (50 к.с.) | Rotax 912 (80 к.с.) | Rotax 912 (80 к.с.) |
| Максимальна швидкість (Vne), км/год           | 140 км/год          | 150 км/год          | 200 км/год          | 210 км/год          |
| Швидкість звалювання (з закрилками)           | 46 км/год           | 60 км/год           |                     | 53 км/год           |
| Макс. дальність (38 л палива, штиль)          | 400 км              | 400 км              |                     | 1200 км (90 л)      |
| Розхід палива                                 |                     | 10 л/год            |                     |                     |
| Макс. тривалість польоту (90 л палива, штиль) | 4,5 год             | 4,5 год             |                     | 12 год              |
| Скоропідйомність (рівень моря)                | 3 м/с               | 3,5 м/с             |                     | 6 м/с               |
| Мінімальна швидкість зниження                 | 1,8 м/с             | 1,8 м/с             |                     | 2 м/с               |
| Довжина розбігу/пробігу (штиль)               | 80 м                | 120 м               |                     | 80 м                |
| Розмах                                        | 11,4 м              | 11,4 м              |                     | 10,2 м              |
| Довжина                                       | 6,7 м               | 6,7 м               |                     | 6,7 м               |
| Висота                                        | 1,8 м               | 1,8 м               |                     | 1,7 м               |
| Площа крила                                   | 15,7 м2             | 15,7 м2             |                     | 14 м2               |
| Максимальна злітна вага                       | 450 кг              | 550 кг              |                     | 450 кг              |
| Вага пустого                                  | 218 кг              | 218 кг              |                     | 262 кг              |
| Допустимі перевантаження                      | +4 / −2             | +4 / −2             | +4 / −2             | +4 / −2             |

## Аварії
Дані з Aviation Safety Network WikiBase.
| Дата           | Бортовий номер | Місце                          | Жертви/Екіпаж | Короткий опис |
| -------------- | -------------- | ------------------------------ | ------------- | --- |
| 12 травня 2012 | N9027M         | Молалла, штат Орегон, США      | 0/1           | A-20 Vista Cruiser приземлився на непідготовлений кам'янистий майданчик поряд з аеродромом.                                                                                  |
| 17 липня 2016  | 4L-ULB         | Абаський муніципалітет, Грузія | 0/1           | A-20СХМ зіткнувся з деревами. |
| 29 жовтня 2016 | LX-XIE         | Ідар-Оберштайн, Німеччина      | 0/1           | A-20 після поломки крила здійснив аварійне приземлення за допомогою парашуту системи аварійного порятунку літального апарата. Під час приземлення літак зачепився за дерева. |
| 16 липня 2017  | N55US          | Ширлі, штат Нью-Йорк, США      | 0/1           | A-20 Vista Cruiser через відмову двигуна почав різке зниження і зіткнувся з деревами.                                                                                        |
| 9 червня 2018  | EC-ZYS         | Біладамат, Верона, Іспанія     | 0/2           | A-20 літак звалився на землю під час виконання приземлення через некоректне виконнаня польотних інструкцій.                                                                  |
| 24 липня 2022  | EC-ZYS         | Ель-Прат, Муя, Іспанія         | 1/1           | A-20 розбився під час чергового виконання вправи приземлення і зльоту на 19-ту смугу аеродрому Муя-Прат де ла Плана. Пілот загинув на місці катасрофи.                       |

## Цікаві факти
- Літаки серії A-20, зокрема A-20 (cn 1), А-30 та А-40, неодноразово брали участь у різних міжнародних змаганнях, де займали призові місця і навіть ставали переможцями замагань.[1]
- Один з літаків A-20 придбав Король Йорданії Хусейн бін Талал.[2]

## Дивіться також
- Х-32 Бекас